# NGC 5110
NGC 5110 = NGC 5111 ist eine 13,3 mag helle Elliptische Galaxie vom Hubble-Typ E/S0 im Sternbild Jungfrau auf der Ekliptik. Sie ist schätzungsweise 242 Mio. Lichtjahre von der Milchstraße entfernt und hat einen Durchmesser von etwa 145.000 Lj.

Im selben Himmelsareal befinden sich u. a. die Galaxien NGC 5097, NGC 5099, NGC 5105, IC 4235.
Das Objekt wurde zweimal entdeckt; zuerst am 24. April 1789 vom deutsch-britischen Astronomen Wilhelm Herschel mit einem 18,7-Zoll-Spiegelteleskop, der sie dabei mit „eF, vS, stellar, verified with 240 power“ beschrieb (geführt als NGC 5111). Die zweite Entdeckung folgte am 3. Juni 1886 durch den US-amerikanischen Astronomen Lewis A. Swift (geführt als NGC 5110).